# Żywiec
Żywiec ([ˈʒɨvʲɛʦ], prononciation : Gé-vièts ; en allemand : Saybusch ; en tchèque : Živec) est une ville de Pologne d'environ 32 000 habitants, située dans la voïvodie de Silésie. C'est le chef-lieu du powiat de Żywiec.
La ville est un important centre touristique en Pologne. Żywiec est également renommée pour la bière qui porte son nom. La brasserie de Żywiec, fondée en 1856, un point d'ancrage de la route européenne du patrimoine industriel, est la plus ancienne brasserie polonaise.

## Géographie

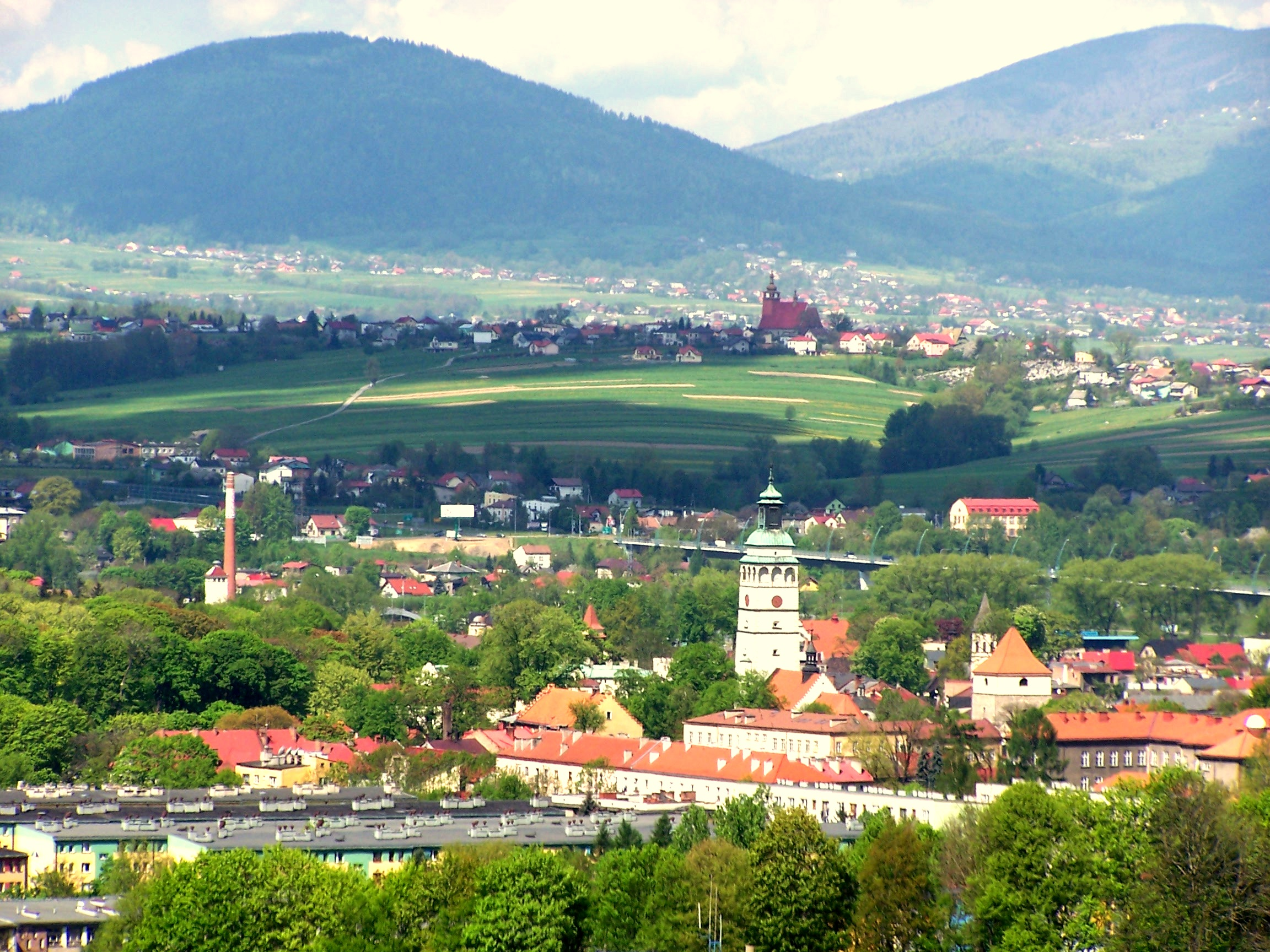
Vue sur la vallée de Żywiec.

La ville fait partie de la région historique de la Petite-Pologne, bien que, au long des siècles, le pays de Żywiec (Żywiecczyzna) appartenait au duché silésien d'Oświęcim. Elle se situe dans la région montagneuse des Beskides, au centre de la vallée de Zywiec (Kotlina Zywiecka), à l'embouchure de la rivière Koszarawa dans la Sola, au sud d'un lac artificiel (Jezioro Żywieckie).
Le centre-ville est situé à environ 18 kilomètres au sud-est de Bielsko-Biała. À quelques kilomètres au sud-ouest, dans les montagnes, se trouve le tripoint de la Pologne avec la Tchéquie et la Slovaquie.

## Histoire
Dans l'antiquité, la colline locale de Grojec était le siège d'un castel celtique ; plus tard, ce fort fut remanié en une forteresse des Slaves. La région appartenait aux domaines d'Oświęcim qui le duc Casimir II le Juste, princeps de Pologne, octroie au duc silésien Mieszko IV Jambes Mêlées en 1177.

### Fondation
La ville de Żywiec est fondée suivant le droit municipal de Magdebourg entre 1260 et 1280 (ceci d’après différentes sources, car en raison de nombreux incendies qui ravageaient Żywiec au XVIIIe siècle, aucun document authentique ne subsiste), pendant la période  de démembrement territorial du royaume de Pologne sous le règne de la maison Piast. La paroisse fut mentionnée pour la première fois dans un registre de denier de Saint-Pierre du diocèse de Cracovie en 1308. Après le partage du duché de Cieszyn en 1315, elle faisait partie du nouveau duché d'Oświęcim. Plus tard, en 1327, le duc Jean Ier le Scolastique rend hommage au roi Jean Ier de Bohême. Un fief de la couronne de Bohême, la zone de Żywiec, fut assignée au duc Przemysław III en 1445 ; sous son règne, la ville a été refondée au même endroit auquel elle se trouve aujourd'hui.

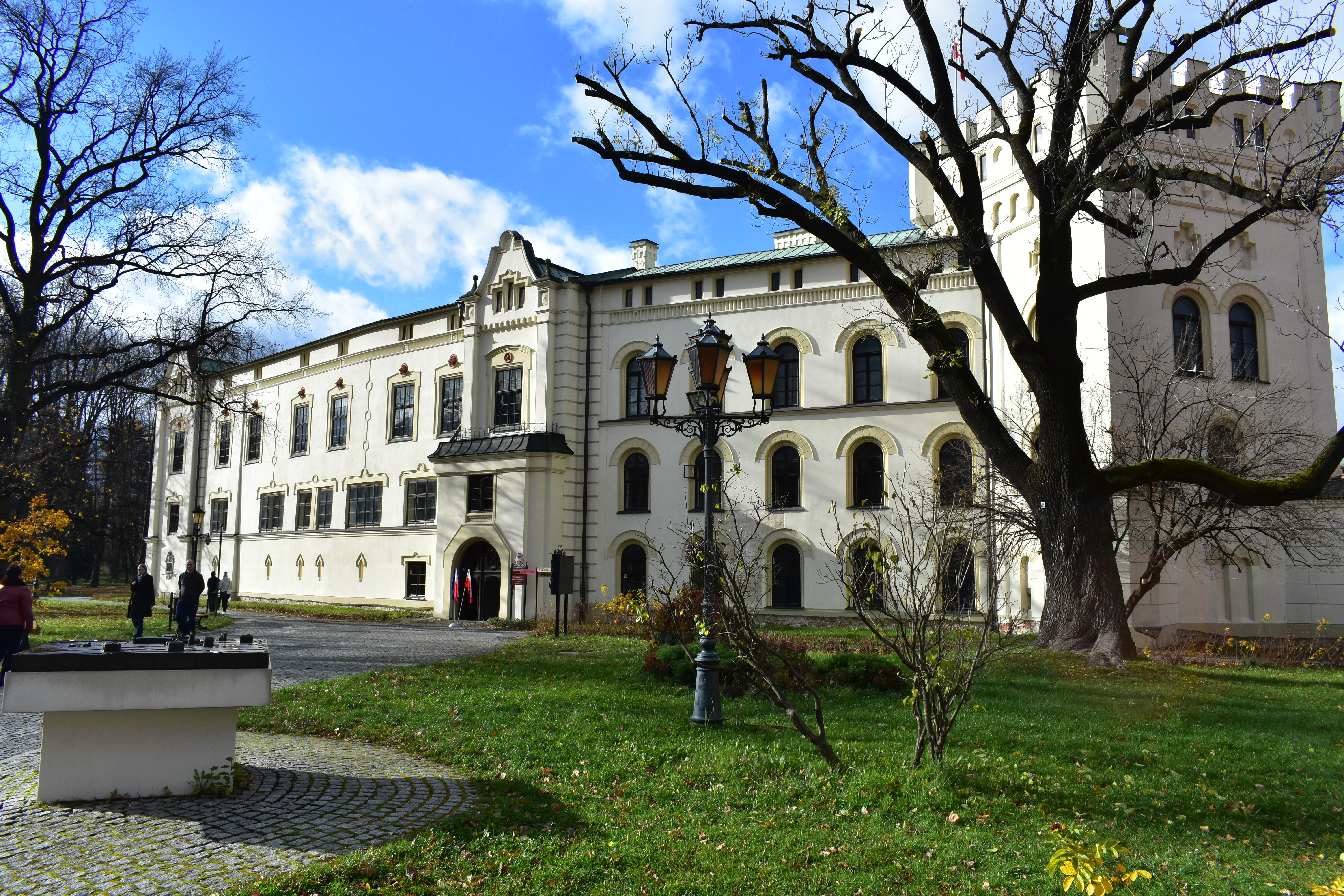
Le vieux château.

Vers l'an 1453, une armée polonaise envahit le duché d'Oświęcim en représailles. Le duc Jean IV est défait et accepte de vendre son duché au royaume de Pologne des Jagellons. En 1467, le roi Casimir IV offre le domaine au comte Piotr Komorowski ; le noble, toutefois, s'est alors rapproché de Matthias Corvin, ce qui a pour conséquence que les troupes polonaises ont réduit la forteresse de Żywiec en cendres. Reconstruite, la ville reste en possession de la famille Komorowski pendant presque 150 ans. Elle y fait construire un château en style Renaissance (à partir de 1485), une église et un clocher qui existent jusqu’à présent.

### Époque moderne
En 1512, le roi Sigismond Ier de Pologne attribua aux citoyens le droit d'organiser des marchés ; en 1579, le roi Étienne Báthory leur accorde le droit d'étape sur la route commerciale vers la Hongrie. En 1564, l'ancien duché d'Oświęcim fut officiellement incorporé dans la voïvodie de Cracovie au sein de la couronne du royaume de Pologne.
En 1624, Mikołaj Komorowski cède le domaine à la reine Constance, épouse du roi Sigismond III Vasa. Lors de l'invasion suédoise de 1655 (Déluge), les envahisseurs pillent et brûlent une partie de la ville. En 1678, le domaine est racheté par le noble Jan Wielopolski, grand chancelier de Pologne, qui le quitte après avoir récupéré sa propriété à Pieskowa Skała. Au cours les années suivantes, le déclin de l'économie s'est poursuivi.

### Sous la domination des Habsbourg

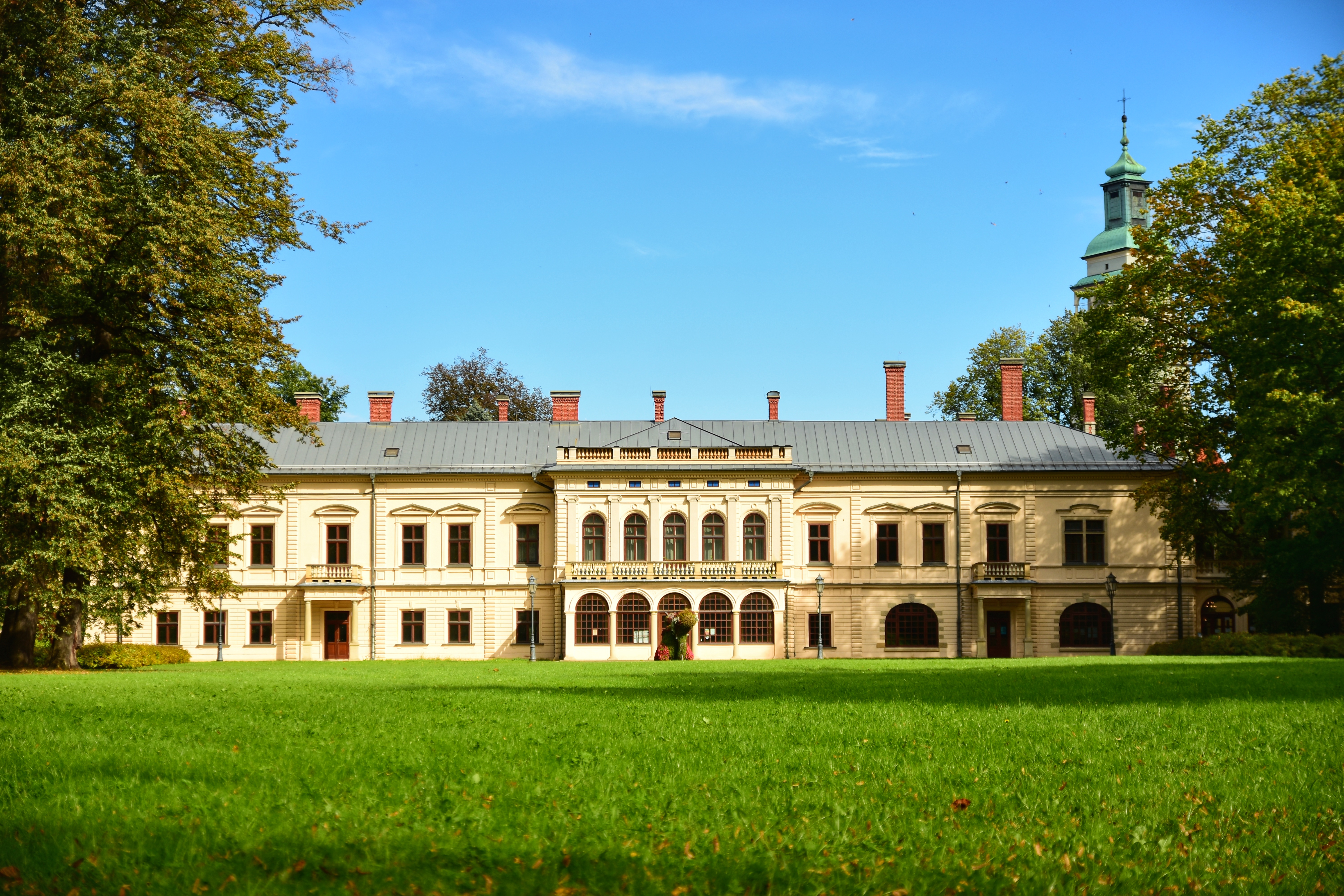
Le nouveau palais des Habsbourg.

À la suite du premier partage de la Pologne, en 1772, Żywiec fait partie la monarchie de Habsbourg, puis de l'empire d'Autriche et de l'Autriche-Hongrie. L'ancien duché de Zator dont la région de Żywiec ainsi que les autres territoires polonais à l'est de la rivière Biała sont soumis à l’administration autrichienne et érigés en royaume de Galicie et de Lodomérie, alors que l'archiduchesse Marie-Thérèse d'Autriche prend le titre de « duchesse d'Oświęcim et de Zator » En 1818, les pays d'Oświęcim (Auschwitz), Zator et Żywiec (Saybusch) ont été intégrés dans la Confédération germanique (bien qu'ils ne faisaient pas partie du Saint-Empire avant 1806).
À partir de 1810, de grandes parties de l'ancienne seigneurie de Żywiec ont été acquises par le duc Albert de Saxe-Teschen, veuf de l'archiduchesse Marie-Christine de Habsbourg-Lorraine. En 1838, elle entre en possession directe de la maison de Habsbourg-Lorraine, lorsque Adam Wielopolski vend sa domaine endettée à l'archiduc Charles-Louis d'Autriche-Teschen, neveu et fils adoptif d'Albert de Saxe. En 1856, son fils et successeur Albert Frédéric fonde la célèbre brasserie archiducale. Près du château de Komorowski, les Habsbourg font construire leur propre palais en 1885.

### République de Pologne
Après la Première Guerre mondiale et le recouvrement de l'indépendance par la Deuxième République, les autorités administratives polonaises fonctionnent dans le cadre des districts d'avant la guerre. En 1920, la voїvodie de Cracovie est réactivée. Le dernier des Habsbourg, Charles-Albert de Habsbourg-Altenbourg (1888-1951) prend la nationalité polonaise. Pendant la Deuxième Guerre mondiale, le district de Żywiec est incorporé au Troisième Reich. L'archiduc est officier de cavalerie dans l'armée polonaise et refuse de coopérer avec l'Allemagne nazie et notamment de signer la Deutsche Volksliste pour demander la nationalité allemande. En conséquence, la famille avait été chassée de son fief. Emprisonné et interrogé par la Gestapo de Cieszyn, il résiste héroïquement et perd un œil et devient unilatéralement paralysé. Grâce aux efforts de son épouse Alice Ankarcrona, officier de liaison de l'Armia Krajowa et une parente de la reine de Suède, la résistance polonaise rachète Karol Olbracht aux Allemands grâce à des efforts diplomatiques et en payant de somptueux pots-de-vin. Persécutée par le régime communiste polonais après la guerre, la famille se réfugie à Cracovie, avant de fuir la Pologne, déchue de la nationalité polonaise. La famille émigre en Suède, où Charles-Albert ne récupérant jamais sa santé, est mort en 1951.
Ce n'est qu'en 1993 que la duchesse Marie-Christine recouvre sa nationalité, et, après 60 ans d'exil en Suède et en Suisse, à Davos, elle revint dans son pays en 2002, à presque 80 ans, accueilli comme une héroïne, occupant depuis dans l'ancien palais familial un petit deux-pièces rénové et mis spécialement à sa disposition par la municipalité de la ville, dans l'aile du palais où elle avait grandi.

## Le marché du travail à Żywiec
Żywiec est mondialement connue grâce à l'activité de sa brasserie locale. La ville possède également une importante usine de vis, rivets et autres éléments de fixation. L'histoire de ces deux usines remonte au XIXe siècle.
D'autres secteurs industriels se développent également à Żywiec : machines, agroalimentaire, savon, équipements médicaux spécialisés, éléments de terrasses et de balcons. La ville est un important centre de commerce et de services.
Selon le registre REGON (septembre 2020, source : GUS), 4 105 entités de l’économie nationale opèrent à Żywiec, dont :
- 4 grandes entreprises privées employant au moins 1 000 employés,

- 8 grandes entités (dont 7 privées) employant entre 250 et 999 employés,

- 38 entités moyennes (dont 18 privées) créant entre 50 et 249 emplois,

- 163 petites entités (dont 128 du secteur privé) employant entre 10 et 49 personnes,

- 3 892 micro-entités (dont 3 787 privées) employant entre 0 et 9 employés.

## Personnalités liées à la ville
- Charles-Étienne de Habsbourg-Lorraine (1860-1933), archiduc d'Autriche, mort à Żywiec ;
- Charles-Albert de Habsbourg-Altenbourg (1888-1951), son fils, héritier du château de Żywiec ;
- Marie-Christine de Habsbourg-Altenbourg (1923-2012), sa fille ;
- Wilhelm Brasse (1917-2012), photographe, survivant des camps nazis ;
- Magda (née en 1975), DJ et compositrice de musique électronique ;
- Piotr Haczek (né en 1977), athlète ;
- Agata Wróbel (née en 1981), haltérophile ;
- Tomasz Jodłowiec (né en 1985), footballeur ;
- Monika Brodka (née en 1987), chanteuse ;
- Krzysztof Kubica (né en 2000), footballeur.

## Jumelages

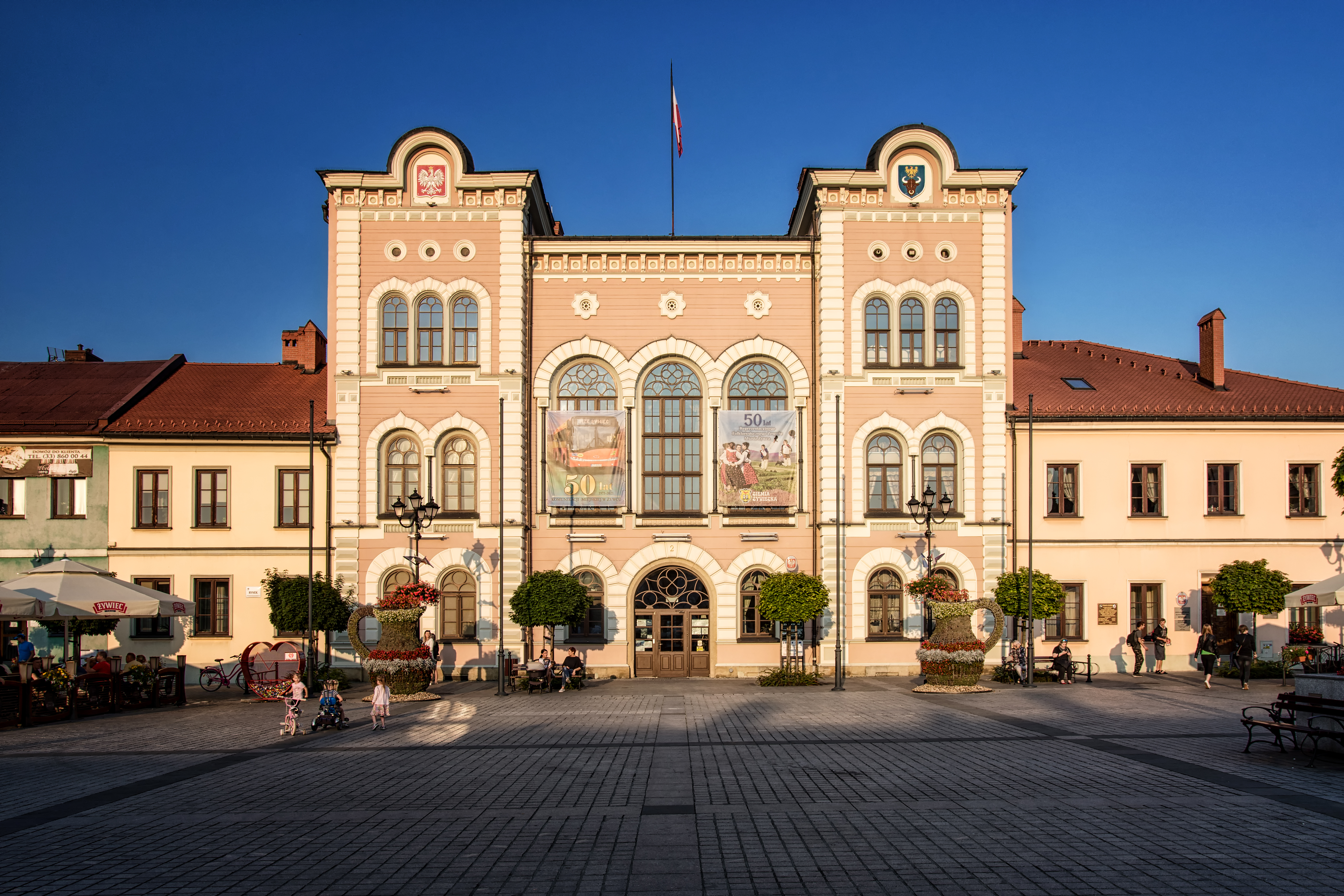
L'hôtel de ville.

- Unterhaching (Allemagne)
- Riom (France)
- District d'Adur (Royaume-Uni)
- Szczytno (Pologne)
- Čadca (Slovaquie)
- Liptovský Mikuláš (Slovaquie)
- Gödöllő (Hongrie)

## Honneur
L'astéroïde (661178) Żywiecmed est nommé en l'honneur de l'hôpital de Żywiec.